# Pantan Jerik
Pantan Jerik is een bestuurslaag in het regentschap Aceh Tengah van de provincie Atjeh, Indonesië. Pantan Jerik telt 251 inwoners (volkstelling 2010).